# Kerk van de Heilige Drie-eenheid (Podwale)
De Kerk van de Heilige Drie-eenheid (Pools: Cerkiew Świętej Trójcy) is een Pools-Orthodoxe kerk in de Warschause wijk Podwale. De kerk is de oudste Oosters-orthodoxe kerk van huidige Poolse staat en stamt uit 1818. De kerk is een parochiekerk van het Pools-Orthodoxe bisdom Warschau-Bielsko. De kerk was tussen 2002 en 2012, een academische kerk. De kerk wordt ook gebruikt door de Koptisch-Orthodoxe Kerk in Polen. De kerk is gebouwd door architect Jakub Kubicki  en is gebouwd in de architectuurstijl van het neoclassicisme.

## Geschiedenis

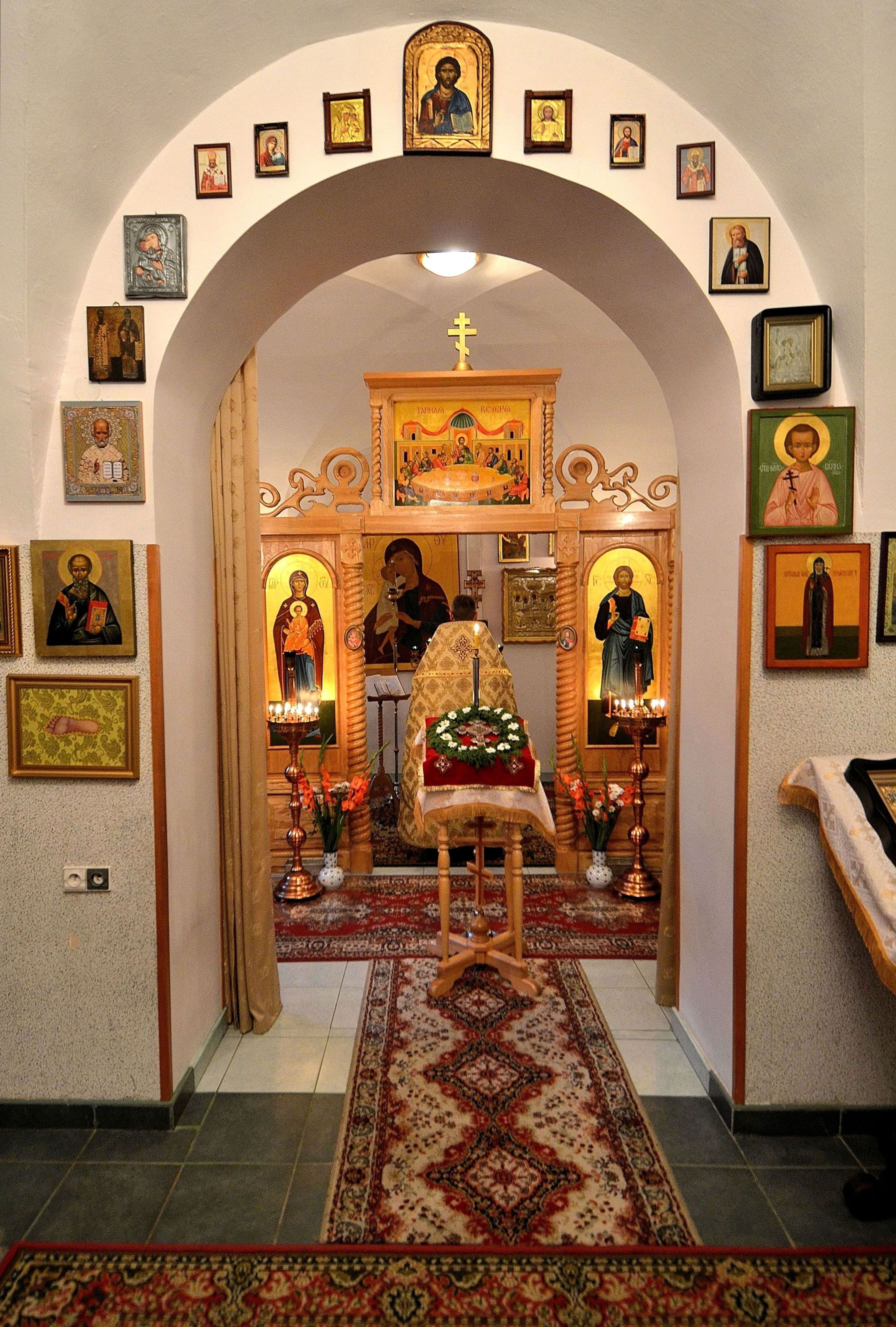
Het kerkinterieur met op de achtergrond, de iconostasewand

Vanaf de 17e eeuw verhuisde een aantal Griekse en Servische kooplieden vanuit het Ottomaanse Rijk naar de grote steden van het Poolse deel van Polen-Litouwen. Ze waren dat rijk ontvlucht, omdat ze er waarschijnlijk niet volledig hun geloof konden belijden. In die steden wilde ze graag kerken laten bouwen voor orthodoxe gemeenschappen. Dit werd ze sinds de contrareformatie in Polen-Litouwen door de katholieke magnaten verboden. Vanaf 1768 werd een grotere godsdienstvrijheid gegeven.
De eerste kerk in Warschau stamde uit 1796 en bevond zich in het Sapiehapaleis. Deze kerk heeft daar slechts 10 jaar in gefunctioneerd. In 1806 bezette het leger van Napoleon Bonaparte het paleis. Hierdoor werd de kerk tijdelijk een huiskerk in het huis van de Griekse koopman Mikołaj Dadani. Deze koopman was ook een van de initiatiefnemers, naast de andere Griekse koopmannen: Dobrich en Barącz voor de oprichting van de huidige kerk. Er werd op het erf een orthodoxe kapel gebouwd. Het gebouw had een bescheiden voorkomen. De kapel had een iconostasewand. In deze iconostasewand bevonden zich iconen die ofwel geïmporteerd waren uit Griekenland of gekocht werden van teruggetrokken Napoleontische militairen uit de mislukte Veldtocht van Napoleon naar Rusland.
Het oorspronkelijke gebouw had een sacristie en een pastorie voor de priester. Pas in 1828 kreeg de parochie een eigen priester, voor die tijd stond de kerk daarom tot 1825 onder toezicht van de bisschoppen van Boekowina, vanaf 1825 werd dit het bisdom Minsk en tussen 1827 en 1828 viel de parochie onder het eparchie van Wolynië en werd bestuurd vanuit Kremenets. Vanuit deze stad werd ook de eerste priester: Vader Theophilus Nowicki. Vanaf 1832 werd de kapel verbouwd en vergroot tot kerk en werd ze een Russisch-Orthodoxe kerk en werden er nieuwe iconen geschonken voor de iconostasewand. Het Russisch-orthodoxe bisdom van Warschau werd opgericht in 1834. Tot 1837 was deze kerk de kathedraal van het bisdom, daarna  werd dat tot 1915, de huidige rooms-katholieke Mariakoninginkathedraal. De kerk werd weer een gewone parochiekerk.
Na de Eerste Wereldoorlog blijft de kerk,  in handen van de Russisch-Orthodoxe kerk. De kerk dient voornamelijk als kerk voor Russische emigranten die niet achter de Oktoberrevolutie in 1917 stonden. Priester Antony Rudlewski, voorheen de pastoor in Łódź is een van de weinige orthodoxe geestelijken die na 1915 niet terugkeerde naar Rusland. Na zijn pensionering in 1937 werd hij vervangen door priester Aleksander Subbotin.
Tijdens de bezetting van Polen door het Derde rijk in 1939 en de verovering van Warschau, werd het gebouw getroffen door een bom. Die schade werd snel gerepareerd. De kerk deed nog dienst tot de Opstand van Warschau. De kerk werd in de strijd  vernietigd en alleen de kapel was nog over en de toenmalige parochievicaris en zijn gezin kwamen bij een bombardement om het leven. De laatste priester van de kerk, Aleksander Subbotin, werd na de verovering van Warschau door de Sovjet-Unie in 1945, in de Sovjet-Unie vermoord door de NKVD.
Na de Tweede Wereldoorlog werd het gebouw genationaliseerd door de Poolse overheid en alleen de pastorie werd herbouwd  en verkocht als privéwoning. Tussen 1998 en 2002 heeft de Pools-Orthodoxe kerk, via juridische procedures het gebouw proberen terug te krijgen. In 2002 heeft ze die rechtszaak gewonnen en kon de kerk gerestaureerd worden en op 25 november 2002 herwijd worden.